# وليم ماكنجتن
السير وليم ماكنجتن (بالإنجليزية: William Hay Macnaghten)‏ (1793 - 1841 م) هو دبلوماسي ومستشرق بريطاني، لعب دورا مهما في الحرب الإنكليزية الأفغانية الأولى.
قصد مدراس سنة 1809 م وعمل في البنغال 1816 م. عُين حاجبا للورد وليم بنتنك Bentinck سنة 1830 م ثم أمينا للحاكم العام اللورد اوكلاند Auckland سنة 1837 م.

## آثاره
من آثاره: نشر أربعة أجزاء من ألف ليلة وليلة عن مخطوط مصري (كلكتة، 1839 - 1842 م).